# Taractichthys longipinnis
Taractichthys longipinnis is een straalvinnige vissensoort uit de familie van zilvervissen (Bramidae). De wetenschappelijke naam van de soort is voor het eerst geldig gepubliceerd in 1843 door Lowe.